# 越谷温泉
越谷温泉（こしがやおんせん）は、埼玉県越谷市大間野町にある温泉。

## 泉質
- ナトリウム-塩化物・炭酸水素塩泉
  - 泉温　39.8℃
- 地下1200メートルから湧出している。

## 温泉地
越谷市街地、国道4号線沿いに日帰り温泉施設の「越谷天然温泉美人の湯　ゆの華」が存在する。
内装は昭和レトロな造りとなっている。

## 歴史
1996年（平成8年）4月　- 開業。

## アクセス
- JR武蔵野線南越谷駅西口下車 車9分又は徒歩30分。新越谷駅西口より無料送迎バスあり。

- 東武鉄道東武伊勢崎線蒲生駅西口下車車5分又は徒歩25分。西口より無料送迎バスあり。

- 外環自動車道草加ICより春日部方面に2km。